# Klarsichthülle

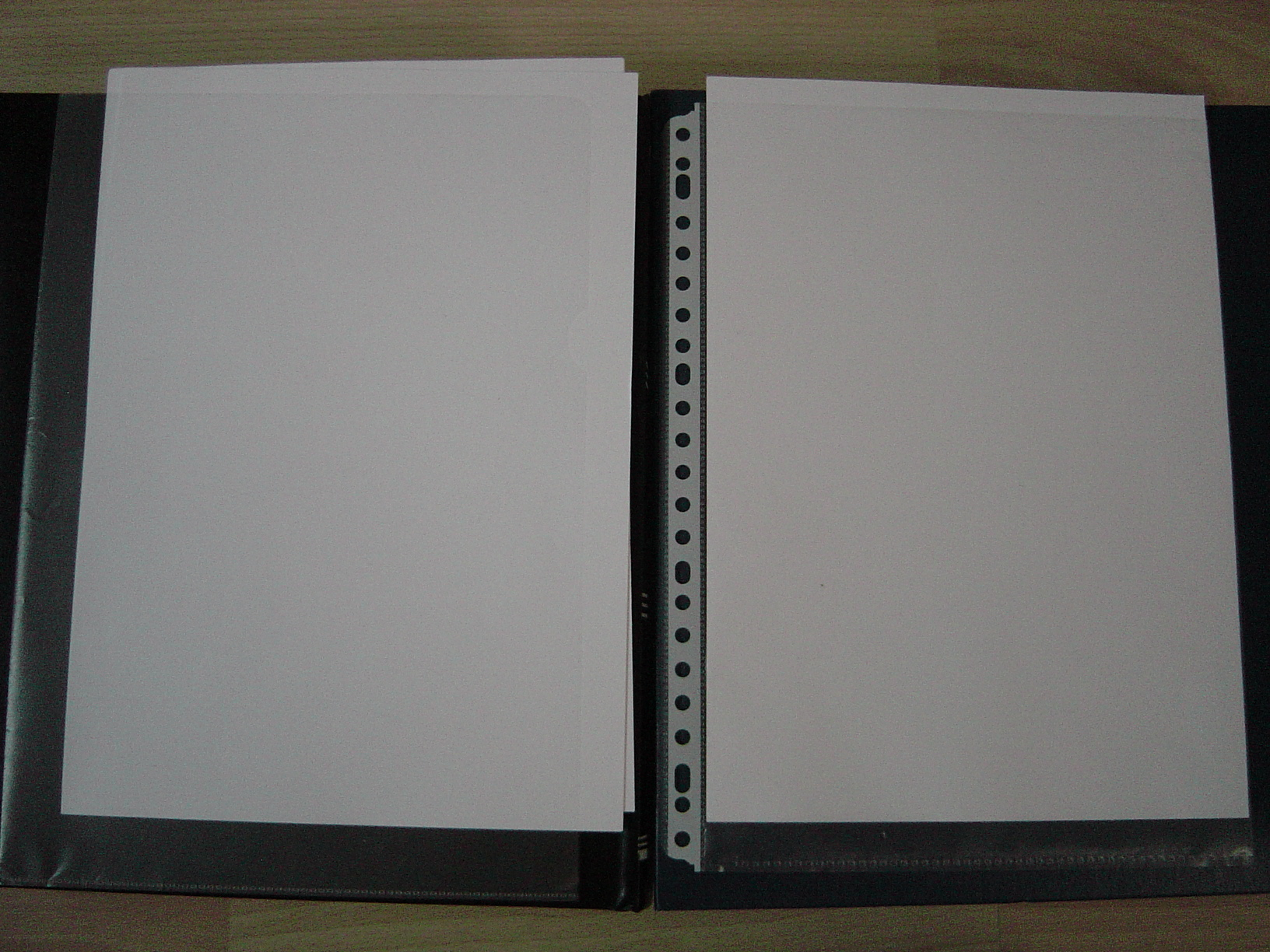
Klarsichthülle, die hier gezeigte Lochung ist in D-A-CH nur wenig bis nicht gebräuchlich (s. Text).

Eine Klarsichthülle ist eine in der Regel aus Kunststofffolie („Klarsichtfolie“) hergestellte, zwei- oder dreiseitig geschlossene Tasche zum Schutz von Dokumenten. Gebräuchliche Formen sind zweiseitig geschlossene Hüllen ohne Heftrand und dreiseitig geschlossene mit Heftrand zur Verwendung in Ringordnern oder Aktenordnern. Die dreiseitig geschlossene Hülle mit Lochung am linken Rand wird auch als Prospekthülle, die ungelochte Version als Aktenhülle oder Sichthülle bezeichnet. Der Unternehmer und Erfinder und vormalige Steuerberater Heinz Ball hat beide Versionen in den 1950er Jahren in Bonn entwickelt und durch die von ihm geführte NOVO-Organisationsmittel GmbH produzieren und vertreiben lassen.
Prospekthüllen sind mit unterschiedlichen Lochungen (wie 4-Loch oder 11-Loch) versehen, sodass sie nicht nur in Ordner und Schnellhefter mit zwei Aufreihstiften bzw. Aufreihbändern abgelegt werden können, sondern unter anderem auch in Prospektalben mit Mehrring-Mechaniken. Darüber hinaus gibt es Sichtbücher für unterschiedlich umfangreiche Inhalte, in denen Klarsichthüllen im Rücken fest verschweißt sind.
Weiterhin gibt es so genannte Ausweishüllen oder Kartenhalter. Bei dieser Form ist die Rückseite oben verlängert und verstärkt und in dieser Verstärkung (Streifen) befindet sich dann ein längliches Loch oder ein Rundloch um einen Ausweisclip zu befestigen.
Hergestellt werden sie aus durchsichtigen, klaren oder gefärbten Folien aus PVC oder PP. PP-Hüllen sind dokumentenecht, enthaltene Tonerkopien oder -drucke werden nicht durch Weichmacher im Material beeinträchtigt. Die verwendeten Materialien sind genarbt (meist für PP-Hüllen) oder glatt, letztere leicht milchig oder glasklar. Die Standard-Folienstärken liegen im Bereich von 40 µm (geringe Beanspruchbarkeit) bis 200 µm (für hohe Anforderungen).
Klarsichthüllen werden für die gängigen DIN-/ISO 216-Papierformate (vor allem A4, seltener A2, A3 und A5) aber auch in Sonderabmessungen (für Kleinbild-Negativstreifen, Fotos, Visitenkarten oder CDs) angeboten. Lochungen orientieren sich am ISO 838 Standard (und dessen als „888“ bekannte vierlöchrige Erweiterung). In den letzten Jahren setzt sich in Europa aber immer mehr die sogenannte Eurolochung durch, da diese Lochung für fast alle Arten von Mechaniken bzw. in den meisten Ländern in Europa genutzt werden kann.
Auch für den Gebrauch außer Haus werden Klarsichthüllen hergestellt, die als Schutz gegen Witterungseinflüsse (Regen, Feuchtigkeit) und Schmutz dienen. Solche Hüllen werden etwa für Landkarten verwendet, aber auch für mobile Datenerfassungs- und Kommunikationsgeräte.

## Glatt vs. matt/genarbt/blendfrei
Prinzipiell unterscheidet man je nach Oberflächenstruktur (Glattheit vs. Rauheit) zwischen glatten und genarbten Hüllen. Die glatten Klarsichthüllen haben eine beinahe perfekt glatte und dadurch glänzende Oberfläche, die das einfallende Licht spiegelt, ähnlich normalem Fensterglas. Die genarbten Hüllen – auch als blendfrei bezeichnet – haben hingegen eine raue, mikroskopisch wellige, und dadurch matte Oberfläche, die das einfallende Licht streut, ähnlich dem matten Glas für Bilderrahmen. (Vergleiche die Verwendung von matt, blendfrei, reflexionsarm bzw. entspiegelt bei Computerbildschirmen.)

## Glasklar vs. farbig (milchig)
Des Weiteren können glatte bzw. matte Hüllen (Merkmale der Oberflächenstruktur) entweder glasklar, milchig oder gefärbt sein. Die glasklaren Hüllen sind ähnlich dem typischen Fensterglas mit keinerlei Färbung bzw. Farbschimmer versehen. Die milchigen Hüllen werden aus einem – mit bloßem Auge gut erkennbaren – leicht weißlich gefärbten Kunststoff hergestellt. Es gibt auch Klarsichthüllen, die gelb, rosarot bzw. orange gefärbt sind. Diese sind trotz Farbschimmer für einen auf weißem Papier mit schwarzer Tinte gedruckten Text gänzlich durchsichtig.